# Siioninsaaret
Siioninsaaret är en ö i Finland. Den ligger i sjön Näsijärvi och i kommunen Tammerfors i den ekonomiska regionen Tammerfors och landskapet Birkaland, i den södra delen av landet, 170 km norr om huvudstaden Helsingfors. Öns största längd är 330 meter i nord-sydlig riktning. Notera att namnet antyder att det är fråga om flera öar.